# Locustella chengi
Locustelle de Cheng, Locustelle du Sichuan
Espèce
Statut de conservation UICN

 LC  : Préoccupation mineure
Répartition géographique
Locustella chengi, la Locustelle de Cheng ou Locustelle du Sichuan, est une espèce de passereaux de la famille des Locustellidae.

## Taxonomie et systématique
Le nom binominal complet est Locustella chengi Alström (en), Xia, Rasmussen, Olsson (fi), Dai B, Zhao J, Leader, Carey, Dong L, Cai T, Holt, PI, Hung Le Manh, Song G, Liu Y, Zhang Y et Lei F, 2015. L'espèce est découverte par une étude phylogénétique de 2015.
Ses noms vernaculaires français incluent la « Locustelle de Cheng » et « Locustelle du Sichuan ». L'espèce porte le nom de Zheng Zuoxin, ornithologiste chinois qui a permis l'arrêt de la campagne des quatre nuisibles, campagne d'éradication du Moineau friquet qui a causé la mort de plusieurs millions de personnes en raison de la famine qui s'est ensuivie.

## Description
Locustella chengi est une espèce de passereaux de taille moyenne, d'une longueur moyenne de 13 centimètres. Sa robe et ses ailes sont d'un gris-brun vif. Les rayures sur la bride et auteur des yeux sont blanc clair, et la gorge est blanchâtre. Le bec est noir, tandis que les pattes sont d'un gris-rose clair. Longtemps confondue avec la Bouscarle de Mandell, la Locustelle de Cheng est plus grise et moins rousse.

## Voix
Son chant est composé de notes rauques répétées. Sa tonalité et sa structure varient peu et le chant est plus grave que celui de la Bouscarle de Mandell. Leurs chants se distinguent à l'oreille, et les deux espèces ne reconnaissent pas les chants de l'autre.

## Répartition et habitat
On retrouve l'espèce dans les provinces chinoises du Sichuan, du Shaanxi, du Guizhou, du Hubei, du Hunan et du Jiangxi.
Elle préfère les zones montagneuses d'une altitude d'entre 1 000 et 2 275 m. Les zones de végétation dense recouvertes d'herbe et de fougères sont les lieux de prédilection de cette Locustelle, mais elle fréquente aussi les clairières, les forêts secondaires et les plantations de thé. Au Sichuan et au nord-est du Jiangxi, où la Bouscarle de Mandell et la Locustelle de Cheng sont tous deux présentes, la première reste à une altitude plus haute, tandis que la seconde reste au-dessous des 2 000 mètres. Cependant, sur le mont Laojun (老君山) au Sichuan, les deux espèces habitent les mêmes lieux.
Birdlife International et la liste rouge de l'UICN classent Locustella chengi en préoccupation mineure. Son habitat est vaste et non-menacé, et une partie se trouve dans les réserves naturelles de Changqing (en) et de Longcanggou.